# 鳥居一雄
鳥居一雄（日语：／ Torii Kazuo */?，1937年7月15日—2020年11月30日），日本政治人物。曾任众议院议员。

## 生平
1937年生于东京都大田区。1959年毕业于电气通信大学，进入公明新闻工作。1969年初次当选众议院议员。1984年至1985年，担任众议院科学技术委员会委员长。1993年至1995年担任众议院建设委员会委员长。1996年退出政坛。
2020年11月30日因胰腺癌逝世。